# 富士山御神火まつり
富士山御神火まつり（ふじさんごじんかまつり）は、静岡県富士宮市で毎年8月の第1土曜日に開催される祭り。富士山頂で灯された火が市街地に運ばれ、その火を神輿に灯して行われる。

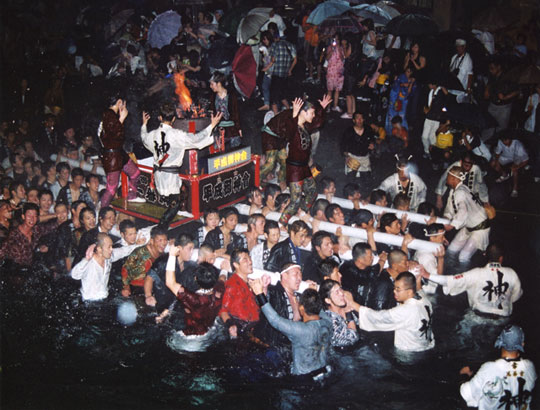
神田川昇りの様子

## 概要
1日目に、富士山頂で登山部会により御神火採火式が行われ、その火が持ち帰られる。その火は富士山本宮浅間大社に奉納され、祭りが始まる。

## メイン
- 点火式
- パレード
- 太鼓の演奏
- 御神火音頭

## 神田川昇り
祭りの最後に行われる、神輿で多くの人が神田川の中を進んでいく行事。祭りの名物である。

## 交通手段
- 鉄道
  - JR東海身延線富士宮駅
- 宮バス

詳しくはバス停オーナー制度（市公式HP）を参照。